# Ordonnance sur les métiers de la ville de Paris
Les effets démographiques de la grande peste entraînent une raréfaction de la main d’œuvre et des produits agricoles. Pour éviter une inflation dont les effets sont très mal perçus à l'époque, le roi bloque prix et salaires par ordonnance du 30 janvier 1351 à l’instar de ce qu’a fait Édouard III avec le statut des travailleurs en 1349. L’ordonnance interdit aussi la mendicité car l’inactivité aggrave la pénurie de main d’œuvre et les vagabonds peuvent être recrutés dans les bandes de mercenaires non soldés qui déjà sévissent dans le pays. Enfin chacun peut s’établir comme artisan dans Paris, ce qui brise le système des corporations et contribue à empêcher la hausse des prix (les corporations fixent l’autorisation d’exercice et les prix pratiqués) . Dès lors, cette mesure permet d'empêcher la hausse des prix dans un premier temps, mais n'empêche pas le marché de réguler les prix en fonction de l'offre et la demande. On sait qu'en Angleterre après promulgation d'une ordonnance analogue les prix ont recommencé à augmenter après une génération.